# Тотака, Кадзуми
Кадзуми Тотака (戸高一生 Тотака Кадзуми, род. 23 августа 1967, Токио, Япония) — японский композитор и звукорежиссер, известный своими саундтреками к видеоиграм компании Nintendo. Периодически выступает в качестве актера озвучивания, в частности он озвучивает динозаврика Йоши из серии игр Mario. Руководил разработкой видеоигры Wii Music.

## Саундтреки

### Композитор
- X (1992)
- Mario Paint (1992) - в соавторстве с Хирокадзу Танака и Рёдзи Ёситоми
- Kaeru no Tame ni Kane wa Naru (1992)
- Super Mario Land 2: Six Golden Coins (1992)
- Tetris и Dr. Mario (1994) - в соавторстве с Хирокадзу Танака и Юмико Камея
- Virtual Boy Wario Land (1995)
- Wave Race 64 (1996)
- Yoshi's Story (1997)
- Mario Artist: Polygon Studio (1999)
- Mario Artist: Paint Studio (1999) - в соавторстве с Крисом Джоджо, Мартином Гудалом и Судди Равалом
- Mario Artist: Talent Studio (2000) - в соавторстве с Кента Нагата и Тору Минегити
- Machop at Work (2001) - в соавторстве с Такуто Кицута и Ясуси Ида
- Luigi's Mansion (2001) - в соавторстве с Синобу Танака
- Kingler's Day (2001) - в соавторстве с Такуто Тицута и Ясуси Ида
- Animal Crossing (2001) - в соавторстве с Кента Нагата, Тору Минегити и Синобу Танака
- Yoshi Touch & Go (2005) - в соавторстве с Асука Ота и Тору Минегити
- Animal Crossing: Wild World (2005) - в соавторстве с Асука Ота
- Основные Wii Каналы (2006)
- Wii Sports (2006)
- Kenkou Ouen Recipe 1000: DS Kondate Zenshuu (2006)
- X-Scape (2010)
- Wii Sports Club (2014)
- Yoshi's Woolly World (2015) - Только заглавная тема
- Animal Crossing: Happy Home Designer (2015)
- Poochy & Yoshi's Woolly World (2017) - Только заглавная тема

### Звукорежиссер/продюсер/супервайзер
- The Legend of Zelda: Link's Awakening (1993)
- Super Smash Bros. (1999)
- Super Smash Bros. Melee (2001)
- Pikmin 2 (2004)
- Animal Crossing: Wild World (2005)
- Yoshi's Island DS (2006)
- Wii Sports (2006)
- Super Smash Bros. Brawl (2008)
- Wii Music (2008)
- Animal Crossing: City Folk (2008)
- Animal Crossing: New Leaf (2012)
- Luigi's Mansion: Dark Moon (2013) - в соавторстве с Кодзи Кондо и Ёдзи Инагаки
- Yoshi's New Island (2014)
- Super Smash Bros. for Nintendo 3DS and Wii U (2014)
- Animal Crossing: Happy Home Designer (2015)
- Mini Mario & Friends: Amiibo Challenge (2016)
- Mario Tennis Aces (2018)
- Super Smash Bros. Ultimate (2018)
- Yoshi's Crafted World (2019)
- Luigi's Mansion 3 (2019)
- Animal Crossing: New Horizons (2020)

## К.К. Слайдер
Персонаж К.К. Слайдер в серии игр Animal Crossing в японской версии зовётся Тотакеке (とたけけ). Это имя может быть результатом того, как имя Тотака произносится на японском языке, поскольку фамилии обычно предшествуют личным именам на их языке. Тотака К. Тотакеке является карикатурой на Тотату в животном исполнении.
На концерте Mario & Zelda Big Band Live некоторые фанаты выкрикивали «Totakeke», в то время как ведущий взял гитару и передал её Тотаке. Затем Тотака сел на стул, также как и К.К. Слайдер, в то время как Сигэру Миямото держал фотографию К.К. Слайдера рядом с Тотакой.

## Песня Тотака
«Песня Тотака» - пасхальное яйцо в виде короткой мелодии из 19 нот, скрытое почти в каждой игре, для которой Тотака писал музыку. Впервые оно было обнаружено на титульном экране видеоигры Mario Paint. Позже было обнаружено, что песня фигурирует в игре X на Game Boy, которая вышла на два месяца раньше Mario Paint.

### Появления
Песня Тотака появлялась в следующих играх:
- Большая часть игр серии Animal Crossing[a]
  - Animal Crossing
  - Animal Crossing e-Reader карты (#P15, "Boy", "Who's Dunnit?")
  - Animal Crossing: City Folk
  - Animal Crossing: Happy Home Designer
  - Animal Crossing: New Horizons
  - Animal Crossing: New Leaf
  - Animal Crossing: Wild World
- Kaeru no Tame ni Kane wa Naru
- The Legend of Zelda: Link's Awakening, DX версия и ремейк 2019 года[4]
- Luigi's Mansion и ремейк для Nintendo 3DS
- Mario Artist: Talent Studio
- Mario Kart 8 и Mario Kart 8 Deluxe[5]
- Mario Paint
- Pikmin 2[b]
- Super Mario Land 2: 6 Golden Coins
- Virtual Boy Wario Land
- X, и сиквел - X-Scape
- Несколько игр серии Yoshi
  - Yoshi Touch & Go
  - Yoshi's New Island
  - Yoshi's Story

## Роли озвучивания
- Йоши (дебют в Yoshi's Story)
- Шай Гай (1998-2002)
- Профессор Е. Гадд
- Капитан Олимар[6]
- Бирдо
- К.К. Слайдер

## Заметки
a. ↑ K.K. Song
b. ↑ Песня представлена только в релизе Pikmin 2 на Gamecube. В версии на Wii песня удалена.

## Ссылка
- Песня Кадзуми Тотака на NinDB